# 前田青邨

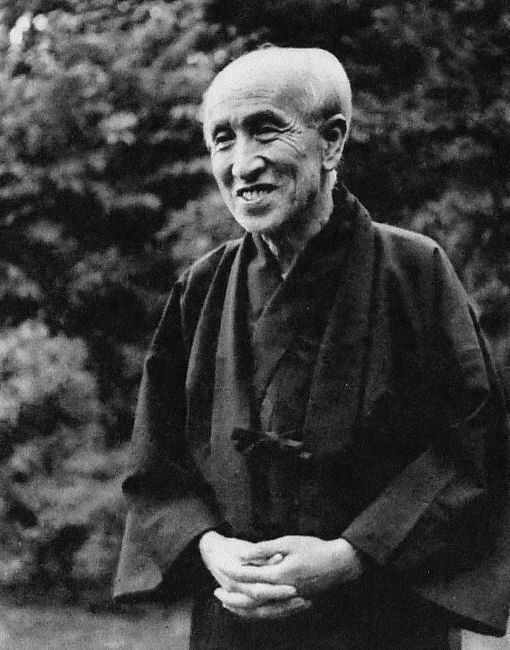
前田青邨

前田青邨（1885年1月27日—1977年10月27日）是日本画家。出生於岐阜縣。朝日獎獲獎者。文化勳章獲得者。主要作品《京名所八題》《西遊記》《奎堂先生》《風神雷神》《石棺》《腑分》等。

## 生平
前田於1885年出生於現今的岐阜縣中津川市。他13歲時母親過世，隨後與父親搬到東京的本鄉居住。1901年，在尾崎紅葉的介紹下，前田進入由梶田半古主持的藝術學校就讀，並於1902年由梶田賜名為「青邨」。在學期間，他結識並與同學小林古徑成為好友，小林的作品對前田早期的繪畫風格影響甚深。
前田自1907年起成為「紅児会」藝術團體的成員，1914年加入「日本艺术院」。他於1915年造訪日治時期的朝鮮，1919年前往中國。在日本美術院的贊助下，他於1922年訪問歐洲，巡遊羅馬、佛羅倫斯、巴黎和倫敦，行程持續近一年。儘管他對義大利文藝復興大師喬托·迪·邦多內在亞西西的壁畫印象深刻，但前田仍忠於日本傳統的「大和繪」及「琳派」畫風，並以描繪歷史主題的水彩畫（主要為肖像畫）而聞名。然而前田也涉足多種繪畫類型，包括靜物畫和風景畫。
他的其中一部重要作品《洞窟中的賴朝》，描繪了中世紀武士領袖源賴朝在石橋山之戰被平氏擊敗後，與七名忠心的家臣躲藏於伊豆國的一個洞窟中的場景。該作品於1929年完成，並於1930年榮獲著名的朝日獎。目前此作品陳列於東京的大倉飯店旗下的大倉集古館。此外該作品還於1982年被日本政府選為紀念日本現代藝術系列郵票的題材之一。
前田於1937年成為帝國美術院的會員，並於1943年在日本政府的贊助下，巡訪滿洲國及中華民國維新政府。1944年，他被任命為宮內廳的官方宫廷画家，並指導香淳皇后學習繪畫。
1946年，前田成為年度日本藝術展覽會的官方評審。他自1950年起擔任東京藝術大學的教授，直至1959年退休。
前田於1955年獲頒日本文化勳章，並被授予文化功勞者的稱號。1967年，他與安田靫彥共同被選中協助修復奈良縣法隆寺金堂的壁畫。同年他的作品被選為東京皇居新殿「石橋之間」的裝飾，描繪了能劇《石橋》中的獅子舞者。1970年代，兩幅描繪日本山茶花的作品《白牡丹》與《紅牡丹》被添加到獅子舞者畫作兩側。
1972年，青邨被選為高松塚古墳壁畫修復工作的主要參與者。1974年，他受教皇保祿六世委託為梵蒂岡博物館創作一幅細川伽羅奢的畫作。
第二次世界大戰期間，青邨的家園在東京大轟炸中被毀，他於1945年移居鎌倉，並在北鎌倉站附近居住直至1977年去世，享年92歲。他的墓地位於鎌倉東慶寺，是一座獨特的13層白色石塔。

## 外部連結
- https://www.tobunken.go.jp/materials/bukko/9605.html （页面存档备份，存于） - 東京文化財研究所